# ホーミー (チョンのアルバム)
ホーミー（Homey）は、アメリカのマスロックバンド、チョンの2枚目のアルバムである。2017年6月16日に発売。
"Feel This Way"はサンフランシスコのプロデューサージラファージュが参加している。
アルバムにあわせてHomey Tourをアメリカ各地で開催。日本でも2017年10月に初来日し、Homey Japan Tourとして日本全国4カ所で演奏した。

## 収録曲
1. Sleepy Tea
2. Waterslide
3. Berry Streets
4. No Signal
5. Checkpoint
6. Nayhoo
7. Here and There
8. The Space
9. Feel This Way
10. Continue?
11. Glitch
12. Wave Bounce

## チャート
ビルボード200の2017年7月8日付で13位を記録した。